# Isla Brion
La isla Brion (en francés: Île Brion) es una isla canadiense que está en el centro del golfo de San Lorenzo. La isla está en la parte norte del archipiélago de las islas de la Magdalena que pertenece a la provincia canadiense de Quebec. El santuario de aves migratorias federal Rochers-aux-Oiseaux abarca varias pequeñas islas al noroeste de la isla Brion.
Pertenece al municipio de Grosse-Île. Posee una superficie de 7 km² y una longitud de 8 km, está a unos 16 km al noreste de Grosse Ile.
Altamente susceptible a la erosión, la isla se puede dividir en varias partes. En 2006, una franja de arena que conectaba las dos porciones de la isla cedió por lo que actualmente está dividida en dos islas Brion. La isla está totalmente protegida, ya que forma parte de la Reserva Ecológica de Île-Brion.